# Cristian Nasuti
Cristian Javier Nasuti (San Martín, 6 settembre 1982) è un ex calciatore argentino, di ruolo difensore.

## Carriera
Dopo i primi anni al Platense, si trasferisce al River Plate, poi al Monarcas Morelia in Messico, per poi tornare al River Plate. Dall'agosto del 2008 al giugno del 2009 è in prestito al Banfield. Con la maglia del River ha vinto il Clausura 2003 ed il Clausura 2008.

## Palmarès

### Club

#### Competizioni nazionali
- Campionato argentino: 2

River Plate: Clausura 2003, Clausura 2008